# Червонка-Гоздув
Червонка-Гоздув (пол. Czerwonka-Gozdów) — село в Польщі, у гміні Фірлей Любартівського повіту Люблінського воєводства.
Населення — 186 осіб (2011).
У 1975-1998 роках село належало до Люблінського воєводства.

## Демографія
Демографічна структура станом на 31 березня 2011 року:
|          | Загалом | Допрацездатний вік | Працездатний вік | Постпрацездатний вік |
| -------- | ------- | ------------------ | ---------------- | -------------------- |
| Чоловіки | 87      | 21                 | 58               | 8                    |
| Жінки    | 99      | 25                 | 53               | 21                   |
| Разом    | 186     | 46                 | 111              | 29                   |